# Acoblament de marea

Dos cossos orbitant al voltant d'un central (vermell). El més proper està acoblat, mentre el més llunyà no ho està.

L'acoblament de marea és la causa que la cara d'un objecte astronòmic estigui fixada apuntant a un altre, tal com la cara visible de la Lluna està sempre apuntant a la Terra. Un objecte acoblat d'aquesta forma pren per a la rotació sobre el seu eix el mateix temps que per a efectuar la translació al voltant del company. Aquesta rotació síncrona fa que un hemisferi apunti de forma contínua cap a l'objecte company. Normalment, solament el satèl·lit s'acobla al voltant d'un planeta de major grandària, però si la diferència de massa entre els dos cossos i la seva distància és petita, pot ser que ambdós objectes puguin tenir un acoblament de marea l'un amb l'altre, com és el cas de Plutó i Caront.

## La Lluna
Tant la rotació de la Lluna com el seu període orbital duren una mica menys de 4 setmanes, per la qual cosa en observar la Lluna veiem sempre la mateixa cara. La part de la Lluna que no podem veure des de la Terra (cara oculta) no va ser observada fins a 1959 per la sonda soviètica Luna 3.
A pesar que els períodes orbitals i rotacionals de la Lluna coincideixen, podem observar fins a un 59% de la superfície total de la Lluna a causa del fenomen de les libracions i el paral·laxi. Les libracions s'originen per les variacions de velocitat de la Lluna a causa de l'excentricitat de l'òrbita: això ens permet veure fins a 6° més al llarg del seu perímetre. El paral·laxi és un efecte geomètric: en la superfície de la Terra podem estar una mica distanciats de la línia que va del centre de la Terra al de la Lluna, i per això podem observar una mica (al voltant d'1°) al voltant del costat de la Lluna quan està en el nostre horitzó local.

## Mecanisme
El canvi en el ritme de rotació necessari per a l'acoblament de marea d'un cos B a un cos A més gros s'origina pel parell de forces aplicat per la gravetat d'A als bonys induïts en B per l'acoblament de marea.
Bony de marea: la gravetat de A produeix una força de marea sobre B que distorsiona lleugerament la forma que B tindria per si sol en equilibri gravitatori, com a conseqüència s'allarga al llarg de l'eix orientat cap a A, i al seu torn, es comprimeix lleugerament en les dues cares perpendiculars. Aquestes distorsions són conegudes com els bonys de marea. En els objectes astronòmics grans, amb forma gairebé esfèrica per la seva pròpia gravitació, la distorsió de marea produeix un esferoide prolat o el·lipsoide. Els objectes més petits també experimenten aquesta distorsió, tot i que de manera menys regular. Quan B no està encara acoblat per marees, els bonys viatgen sobre la seva superfície, amb un dels dos bonys sortints viatjant pròxims a l'instant on l'objecte A apareix en el zenit.
Arrossegament del bony: El material de B exerceix resistència a les modificacions periòdiques de la seva superfície per les forces de marea. Es necessita algun temps perquè la forma de B arribi a la forma d'equilibri gravitacional, però en girar l'objecte B, el bony que es forma ja ha estat allunyat de l'eix A-B. Vist des d'un punt fix en l'espai, els punts de major extensió del bony es desplacen des de l'eix orientat cap a A. Si el període de rotació de B és més curt que el seu període de translació, els bonys van per davant de l'eix orientat cap a A en la direcció de rotació, mentre que si el període orbital de B és més curt, els bonys queden per darrere.
Parell de forces resultant: Com els bonys estan desplaçats ara de l'eix A-B, la força gravitacional d'A sobre les seves masses exerceix un parell de forces sobre B. El parell de forces en el bony orientat cap a A actua en el sentit que el període de rotació de B estigui en línia amb al període orbital, mentre que el bony "del darrere" en el sentit oposat a A actua en el sentit contrari. No obstant això, el bony que està mirant al costat A està més pròxim a A que el situat en el costat oposat, a una distància aproximadament del diàmetre de B, pel que experimenta una força gravitacional i un parell de forces una mica més gran. Aquest parell de forces sobre els dos bonys actua sempre en el sentit de sincronitzar la rotació de B amb el període orbital, duent inevitablement a l'acoblament de marees.
Canvis orbitals: El moment angular del sistema A-B es conserva en aquest procés, per la qual cosa quan la velocitat de rotació de B es va reduint i va perdent el seu moment angular rotacional, el seu moment angular orbital va augmentant en la mateixa mesura (hi ha també uns petits efectes en la rotació d'A). Això causa que l'òrbita de B s'allunyi d'A amb la reducció rotacional. En el cas contrari en el que B comença rotant molt a poc a poc respecte a la translació, l'acoblament de marees accelera la rotació, i baixa l'òrbita.
Acoblament del cos major: L'efecte de l'acoblament de marees també ho sent el cos major A, però a un ritme inferior, ja que l'efecte gravitacional de B és més feble a causa de la seva menor grandària. Per exemple, la rotació de la Terra es va reduint lentament per efecte de la Lluna, aquesta reducció es pot percebre en temps geològics en alguns fòssils. Per a objectes de grandàries similars, l'efecte pot ser molt semblant per a ambdós, de tal forma que ambdós cossos es queden acoblats entre si. El planeta nan Plutó i el seu satèl·lit Caront són bons exemples d'aquest cas; solament es pot veure Caront des d'un hemisferi de Plutó.
Ressonància rotació-òrbita: Finalment, en alguns casos on l'òrbita és excèntrica i l'efecte de marees és relativament feble, el cos més petit pot acabar amb una ressonància orbital, en comptes d'acoblat per marees. Aquí, la proporció entre el període de rotació i el període orbital és una fracció ben definida diferent a 1:1. Un cas ben conegut és la rotació de Mercuri — la seva òrbita està acoblada al voltant del Sol amb una ressonància 3:2.

## Configuració final
Hi ha una tendència a fer que un satèl·lit s'orienti cap a la configuració de mínima energia, amb el costat més pesant orientat cap al planeta. Els cossos amb formes irregulars orientaran el seu eix llarg cap al planeta.
L'orientació de la Lluna pot estar relacionada amb aquest procés. Els mars lunars es componen de basalt, el qual és més pesant que l'escorça continental que els envolten, i es van formar en el costat de la lluna en el qual l'escorça és molt més fina. L'hemisferi orientat cap a la Terra conté tots els grans mars. No obstant això, la imatge simple que la lluna es va estabilitzar amb el costat més pesant orientat cap a la Terra és incorrecta, car l'acoblament de marees va ocórrer en una escala de temps molt curta de 1000 anys o menys, mentre que els mars es van formar molt més tard.